# Psi (tryckenhet)

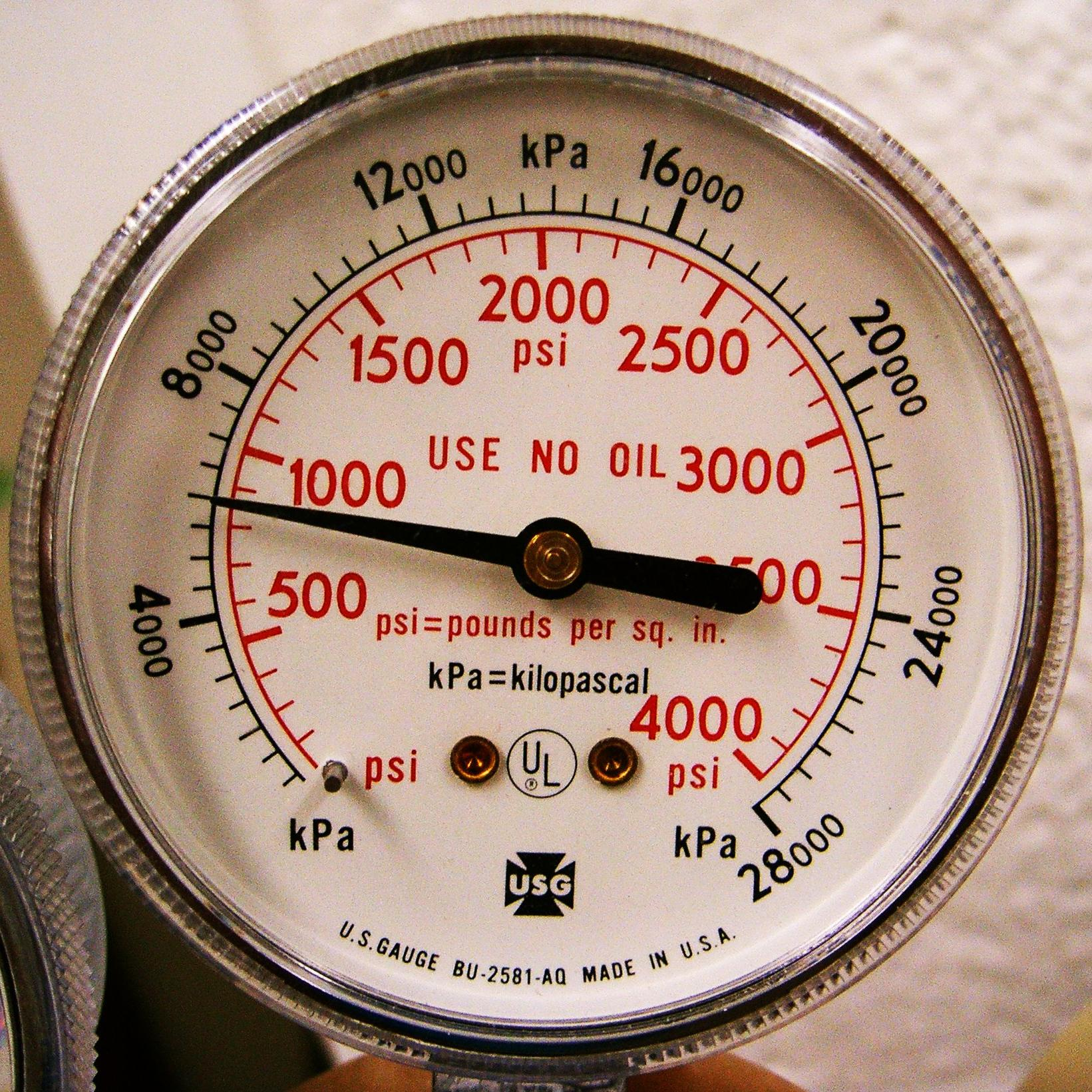
En tryckmätare där den svarta skalan är SI-enheten kPa och den röda skalan är psi

Psi, akronym för pound force per square inch, lbf/in2, är en tryckenhet som främst används i USA.

## Allmänt
Psi är definierat som pound force per square inch, lbf/in2, och är det tryck som utövas av en vikt med massan 1 pound (lb) som påverkas av tyngdaccelerationen och som belastar en yta på en kvadrattum. Då
1 lb = 0,453 592 37 kg
1 g = 9,80665 m/s2 (normalvärde, verkligt värde varierar mellan 9,76 och 9,83) 
1 in = 25,4 mm
fås att 1 psi = 6,8948 kPa. Multipelenheten 1 ksi = 6,8948 MPa.
Psi och ksi används inte som standard i Sverige, men kan förekomma i specifikationer på importerad utrustning och i importerad facklitteratur.

### psig - övertryck
psig eller psi,g betyder psi-gauge, ungefär "givartryck" eller "övertryck", och innebär att trycket är angivet relativt omgivningens tryck, vanligen normalt atmosfärstryck.

### psia - absoluttryck
psia, psi,a eller psiabs betyder psi-absolute, "absoluttryck", och innebär att trycket är angivet relativt vakuum, och är det som definierar fysikaliska egenskaper som till exempel kokpunkt.
Normalt atmosfärstryck 1 bar eller 100 kPa är cirka 14 psi, varför ett övertryck angivet i psi,g kan omvandlas till ett absoluttryck psi,a genom att addera 14 psi.

### Exempel
Normalt tryck (övertryck) i ett personbilsdäck kan vara mellan 1,5 och 2,5 bar,ö vilket motsvarar mellan 22 och 36 psig. Normalt tryck i en kärnkraftreaktor är mellan 70 och 150 bar,ö (BWR respektive PWR) vilket motsvarar mellan 1 000 och 2 200 psig.
ksi kan förstås som "kilo-psi" där 1 ksi motsvarar 1 000 psi. 
Ksi förekommer vid angivande av hållfasthet hos mekaniska konstruktionsmaterial samt process-system med höga tryck. Till exempel kan olika slag av konstruktionsstål ha en sträckgräns på mellan 200 och 1000 MPa vilket motsvarar mellan 30 och 150 ksi.

## Omvandlingstabell
- 1 psi = 6,8948 × 103 Pa (N/m²) = 6,8948 × 10-3 (N/mm²) ≈ 7 kPa
- 1 psi = 6,8046 × 10−2 atm (normala atmosfärer) ≈ 0,07 atm
- 1 psi = 6,8948 × 10−2 bar ≈ 0,07 bar; 14 psi ≈ 1 bar
- 1 psi = 5,1715 × 101 torr (mm Hg, 0 °C) ≈ 52 torr

- 1 ksi = 6,8948 × 106 Pa (N/m²) = 6,8948 × 100 (N/mm²) ≈ 7 MPa

| Omvandlingstabell för tryckenheter | Omvandlingstabell för tryckenheter | Omvandlingstabell för tryckenheter | Omvandlingstabell för tryckenheter | Omvandlingstabell för tryckenheter | Omvandlingstabell för tryckenheter | Omvandlingstabell för tryckenheter | Omvandlingstabell för tryckenheter |
| v • r                              | Pascal                             | bar (a)                            | Atmosfär                           | Teknisk atmosfär                   | Torr                               | Skålpunds-kraft per kvadrattum     | cm vattenpelare                    |
| v • r                              | [Pa]                               | [bar]                              | [atm]                              | [at]                               | [Torr]≈[mmHg]                      | [psi]                              | [cmH2O]                            |
| ---------------------------------- | ---------------------------------- | ---------------------------------- | ---------------------------------- | ---------------------------------- | ---------------------------------- | ---------------------------------- | ---------------------------------- |
| 1 Pa                               | ≡ 1 N/m2                           | 10−5                               | 9,8692×10−6                        | 1,0197×10−5                        | 7,5006×10−3                        | 145,04×10−6                        | 0,0101972                          |
| 1 bar (a)                          | 100 000                            | ≡ 106 dyn/cm2                      | 0,98692                            | 1,0197                             | 750,06                             | 14,5037744                         | 1019,72                            |
| 1 atm                              | 101 325                            | 1,01325                            | ≡ 1 atm                            | 1,0332                             | 760                                | 14,696                             | 1033,23                            |
| 1 at                               | 98 066,5                           | 0,980665                           | 0,96784                            | ≡ 1 kgf/cm2                        | 735,56                             | 14,223                             | 1000,02                            |
| 1 Torr                             | 133,322                            | 1,3332×10−3                        | 1,3158×10−3                        | 1,3595×10−3                        | ≡ 1 Torr; ≈ 1 mmHg                 | 19,337×10−3                        | 1,35951                            |
| 1 psi                              | 6,894×103                          | 68,948×10−3                        | 68,046×10−3                        | 70,307×10−3                        | 51,715                             | ≡ 1 lbf/tum2                       | 70,3072                            |
| 1 cmH2O                            | 98,0665                            | 0,980665×10−3                      | 0,967838×10−3                      | 9,99984×10−4                       | 0,73556                            | 0,0142233                          | ≡ 1 cmH2O                          |